# Jozef Kniebügl
Jozef Kniebügl (* 7. června 1936) byl slovenský a československý politik, po sametové revoluci poslanec Sněmovny lidu Federálního shromáždění za HZDS.

## Biografie
Ve volbách roku 1992 kandidoval za HZDS do Sněmovny lidu (volební obvod Středoslovenský kraj). Mandát nabyl až dodatečně v září 1992 jako náhradník poté, co zemřel poslanec Pavol Mitter. Ve Federálním shromáždění setrval do zániku Československa v prosinci 1992. Na podzim 1992 byl navržen na přednostu okresního úřadu Zlaté Moravce. Jeho nominace se stala předmětem interpelace v Slovenské národní radě jako příklad personálních praktik HZDS.
Do roku 1998 zasedal v dozorčí radě Restitučního investičního fondu, a. s. Bratislava. Pak byl spolu s dalšími představiteli odvolán.